# 崇仁乡
崇仁乡，是中华人民共和国福建省南平市光泽县下辖的一个乡镇级行政单位。

## 行政区划
崇仁乡下辖以下地区：
崇仁村、共青村、洋塘村、汉溪村、儒堂村、金陵村、砂坪村和大洋坪村。